# It Takes a Village Idiot, and I Married One
It Takes a Village Idiot, and I Married One («Кругом полно идиотов, и за одного из них я вышла замуж») — семнадцатая серия пятого сезона мультсериала «Гриффины». Премьерный показ состоялся 13 мая 2007 года на канале FOX.

## Сюжет
Куагмир любезно предоставляет на выходные Гриффинам свой домик на берегу озера Куахог. Семья, приехав туда, восторгается уютным жилищем (хотя сам Куагмир, забыв покинуть дом, занимается сексом с японкой на втором этаже) и великолепной природой. Купаясь в озере, семья замечает странность: у них начинают выпадать волосы. Причина грязной воды выясняется немедленно: Куахогский нефтяной завод (Quahog Oil Refinery), сбрасывающий сюда свои сточные воды.
Вернувшись домой, Гриффины вынуждены ходить в париках. Лоис отправляется с жалобой на завод к мэру, но тот признаётся, что знает об этом, и не собирается ничего менять; тогда Лоис угрожает ему, что на следующих выборах не проголосует за него, а вообще сама будет кандидатом в новые мэры.
Предвыборная кампания в разгаре: у Веста много сторонников, но и Питер обращается к своим друзьям, чтобы они поддержали его жену, ведь «после того, как Лоис станет мэром, они смогут делать, что хотят». И те делают, что в их силах…
Наступает день предвыборных дебатов. Поначалу Вест побеждает, как более подкованный в политических интригах, но Брайан даёт Лоис ценный совет: говорить короче и не по существу вопроса. Затея удаётся: короткие ответы Лоис с отсылками к «Иисусу» и «11 сентября» приносят ей победу.
Едва приступив к своим новым обязанностям, Лоис сразу же собирает (обманом) с горожан деньги на очистку того самого озера. Дело сделано, остались свободные деньги, и на них Лоис покупает себе новую сумочку, к великому негодованию и разочарованию Брайана.
«Красивая жизнь» затягивает Лоис, и она идёт на сделку с директором того самого нефтяного завода: он покупает ей шубу, а она разрешает ему вновь сбрасывать отходы в недавно очищенное озеро. Вскоре происходит «торжественное открытие новой сточной трубы». Лоис в последнюю секунду осознаёт, что она натворила, пытается помешать новому загрязнению озера, но поздно — директор завода шантажирует её растратой денег налогоплательщиков. В этот момент Лоис понимает, что политика — это слишком грязное дело, и возвращает должность Адаму Весту, который её с радостью принимает обратно.

## Создание
Автор сценария: Александра Борштейн
Режиссёр: Зэк Монкриф
Композитор: Рон Джоунс
Приглашённые знаменитости: Кит Фергюсон (в роли Джимми Смитса), Кит Олберманн (в роли Боба Гроссбёрда) и Дон Мост (камео)

## Интересные факты